# Chiave di Salomone

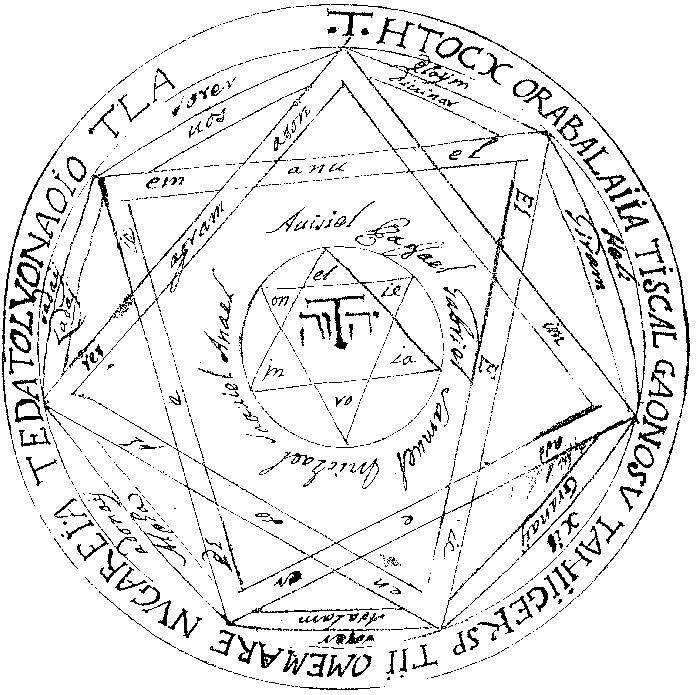
Uno dei pentacoli, o "cerchio magico", dalla Chiave di Salomone. Questo viene identificato come il Grande Pentacolo

La Chiave di Salomone (Clavis Salomonis) è un antico grimorio attribuito al re biblico Salomone, noto per la sua saggezza e per essere stato ritenuto un potente mago nella tradizione esoterica. Questo testo, che risale al Medioevo ma deriva da tradizioni più antiche, è considerato uno dei più influenti e misteriosi manoscritti magici nella storia dell'occultismo occidentale.

## Origini e contenuti
La Chiave di Salomone è comunemente attribuita al re Salomone, figura leggendaria della tradizione giudaico-cristiana e islamica. Si narra che Salomone avesse ricevuto conoscenze divine per dominare le forze della natura e comandare gli spiriti, un dono che gli avrebbe permesso di costruire il Tempio di Gerusalemme con l'aiuto di demoni sotto il suo controllo.
Nonostante l’attribuzione a Salomone, gli studiosi concordano sul fatto che il testo non abbia origini bibliche, ma sia il frutto di tradizioni magiche sincretiche, sviluppatesi tra il Medioevo e il Rinascimento. Il manoscritto più antico conosciuto risale al XIV-XV secolo, scritto in latino e italiano, con influenze dalla magia araba, greca e cabalistica.
Contenuti del testo
La Clavis Salomonis è un manuale pratico di magia cerimoniale, che include istruzioni dettagliate per evocare spiriti, realizzare talismani e compiere rituali magici. Si compone di due sezioni principali:
1. Preparativi magici
Questa parte spiega come il mago deve prepararsi per i rituali:
Purificazione personale: attraverso digiuni, preghiere e abluzioni.
Creazione di strumenti rituali: come pugnali, pentacoli e incensieri, ciascuno caricato di significato simbolico.
Scelta del tempo e del luogo: basandosi su specifici giorni astrologici e fasi lunari.
2. Evocazione degli spiriti
Fornisce formule e sigilli magici per evocare spiriti, angeli e demoni, per ottenere conoscenza, potere o protezione. Gli spiriti vengono invocati con l'uso di cerchi magici, incantesimi e simboli sacri.

Struttura e simbolismo
La Chiave di Salomone è ricca di simboli esoterici, tra cui sigilli, pentacoli e alfabeti magici. Ogni elemento è carico di un significato specifico:
Pentacoli: disegni circolari che combinano simboli planetari, nomi divini e segni zodiacali, usati per protezione o per attirare energie specifiche.
Sigilli: rappresentazioni grafiche che servono a identificare e comandare entità spirituali.
Alfabeti magici: come l'Alfabeto Celeste o l'Alfabeto Malachim, utilizzati per scrivere nomi divini o formule magiche.

Influenza culturale
La Chiave di Salomone ha avuto un impatto duraturo su molti aspetti della magia occidentale. È ritenuta la fonte di ispirazione per altri grimori come il Lemegeton (o "Piccola Chiave di Salomone"), che approfondisce l’evocazione di demoni e spiriti.
Durante il Rinascimento, il testo divenne popolare tra gli occultisti europei, che cercavano di combinare magia e scienza. Anche in epoche successive, come nel XIX secolo, la Chiave fu riscoperta da esoteristi e membri di società segrete, come l'Ordine Ermetico dell'Alba Dorata (Hermetic Order of the Golden Dawn).

Controversie e interpretazioni
La Chiave di Salomone è stata spesso oggetto di dibattito. Alcuni la vedono come un autentico manuale di magia cerimoniale, mentre altri la interpretano come una raccolta simbolica di saggezza spirituale. È stata criticata dalla Chiesa cattolica per il suo utilizzo di nomi divini e formule che si avvicinano all’eresia.

Manoscritti e traduzioni
Esistono molte versioni della Chiave di Salomone, conservate in biblioteche di tutto il mondo, tra cui:
Il manoscritto Harley 3981 (British Library, Londra)
Il manoscritto Lansdowne 1202
Versioni italiane, francesi e latine, ognuna con variazioni nel contenuto.
Tra le traduzioni moderne più celebri c’è quella di Samuel Liddell MacGregor Mathers, pubblicata nel 1889 e ampiamente utilizzata dagli occultisti contemporanei.

Eredità

Oggi, la Chiave di Salomone è studiata non solo dagli occultisti, ma anche da storici e antropologi interessati alle tradizioni magiche. Rappresenta un esempio affascinante di come il mito, la religione e la scienza si siano intrecciati nel corso della storia umana per creare sistemi di credenze che influenzano ancora il nostro immaginario.

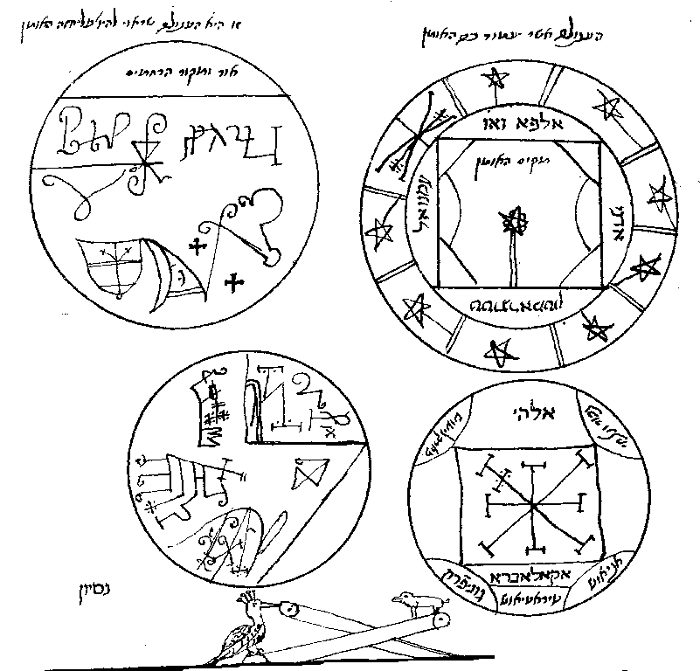
Un gruppo di pentacoli dal Manoscritto Ebraico (BL Oriental 14759, fol. 35a)